# Liu Feiliang
Liu Feiliang (né le 27 mars 1985) est un athlète chinois, spécialiste du saut à la perche.

## Biographie
Son record personnel, également record national, est de 5,71 m, obtenu en juillet 2007 à Canton lors des Jeux universitaires chinois.
Il remporte la médaille de bronze lors des Championnats du monde juniors de 2004 et le titre de champion d'Asie en 2009, avec une barre à 5,60 m.

### Palmarès
| Date | Compétition                   | Lieu     | Résultat | Performance |
| ---- | ----------------------------- | -------- | -------- | ----------- |
| 2004 | Championnats du monde juniors | Grosseto | 3e       | 5,40 m      |
| 2007 | Jeux asiatiques en salle      | Macao    | 1er      | 5,30 m      |
| 2009 | Championnats d'Asie           | Canton   | 1er      | 5,60 m      |

### Records
| Épreuve          | Épreuve      | Performance | Lieu     | Date            |
| ---------------- | ------------ | ----------- | -------- | --------------- |
| Saut à la perche | En plein air | 5,71 m      | Canton   | 20 juillet 2007 |
| Saut à la perche | En salle     | 5,62 m      | Shanghai | 27 janvier 2008 |